# Jednotná demokratická vlastenecká fronta pro sjednocení země

Státní znak KLDR

Jednotná demokratická vlastenecká fronta pro sjednocení země (korejsky 조국통일민주주의전선, přepis Choguk t'ongil minju chuŭi chŏnsŏn, ve zkratce JDVF) byla koalice sdružující veškeré oficiálně povolené politické strany a společenské organizace v Korejské lidově demokratické republice. JDVF vznikla 22. července 1946 v Pchjongjangu a původně sdružovala více než 70 spolků a stran z celé Koreje. Po korejské válce se její činnost omezila na území KLDR. Jejím proklamovaným hlavním cílem bylo mírové sjednocení země a odchod amerických vojsk z Jižní Koreje. Po narůstajícím napětí mezi Severní a Jižní Koreou v 10. a 20. letech 21. století v novoročním projevu 1. ledna 2024 Kim Čong-un uvedl, že mírové sjednocení země není možné, a v polovině ledna byla zrušena komise JDVF pro mírové sjednocení spolu s dalšími dvěma úřady, které zodpovídaly za spolupráci s Jižní Koreou. Samotná Jednotná demokratická vlastenecká fronta pro sjednocení země formálně zanikla v březnu téhož roku. Cíl sjednotit poloostrov v upravené severokorejské ústavě přijaté v říjnu 2024 chybí a Jižní Korea je v ní označena za nepřátelský stát. Vedoucí úlohu měla v JDVF stejně jako v celé zemi Korejská strana práce, existence ostatních politických stran je čistě formální a má spíše navodit pocit demokratičnosti země. Členy JVDF byly:
- Korejská strana práce
- Sociálně demokratická strana Koreje
- Čeondoistická strana Ch'ŏngu (Strana mladých přátel nebeské cesty)
- Kimirsenský socialistický svaz mládeže
- Demokratický svaz žen Koreje[zdroj?]